# Буриан, Ян (виолончелист)
Ян Буриан (чеш. Jan Burian; 10 апреля 1877 года, Прага — 24 мая 1942 года, там же) — чешский виолончелист и музыкальный педагог.
С одиннадцатилетнего возраста учился в Пражской консерватории у Гануша Вигана, ещё учеником начав замещать своего учителя как педагог. По окончании консерватории в 1894 г. начал преподавать там же и вёл виолончельный класс консерватории до 1920 г. с перерывом в 1899—1900 гг., когда в течение девяти месяцев руководил виолончельным классом в Тифлисской консерватории; с 1900 г. профессор. Затем в 1920—1936 гг. преподаватель Пражской Высшей школы музыки, с 1927 г. профессор. Среди многочисленных учеников Буриана — видные чешские виолончелисты, в том числе Ладислав Зеленка и Карел Православ Садло; занимался у него и Отакар Еремиаш. В 1921 г. опубликовал учебное пособие.
На рубеже веков Буриан интенсивно концертировал. Как солист он, в частности, стал первым чешским исполнителем Концерта для виолончели с оркестром Антонина Дворжака (1902). Выступал в различных камерных ансамблях, в том числе в одном из первых составов (1900—1903, в одном составе с Карелом Хофмайстером) Чешского трио, привлекался к выступлениям Чешского квартета в качестве второй виолончели. Однако с 1909 г. оставил исполнительскую карьеру и полностью сосредоточился на преподавании.